# جاستن غيثي
جاستين راي غيثي ( /ˈɡeɪdʒi/؛ مواليد 14 نوفمبر 1988) هو مُقاتل فنون قتال مختلطة أمريكي. يُنافس حاليًا في فئة الوزن الخفيف في يو إف سي. وهو بطل يو إف سي للوزن الخفيف المؤقت السابق، وكذلك حامل لقب الأشرس السابق. وهو ثاني مُقاتل في تاريخ يو إف سي يحصل على حزام «الأشرس» بعد خورخي ماسفيدال، الذي فاز باللقب في حدث يو إف سي 291. اعتبارًا من 22 يوليو 2025، يحتل المرتبة 5 في تصنيفات يو إف سي للوزن الخفيف.

## النشأة
ولد في سافورد، أريزونا، بدأ غيثي المصارعة عندما كان في الرابعة من عمره. لقد كان بطل ولاية أريزونا مرتين كمصارع في ثانوية سافورد الثانوية، والاتحاد الوطني لألعاب القوى الجماعية القسم الأول خلال فترة وجوده في جامعة شمال كولورادو. بدأ حياته المهنية في فنون القتال المختلطة للهواة أثناء وجوده في الكلية، وتحول إلى محترف في عام 2011 وانضم إلى دوري المقاتلين المحترفين في عام 2013، حيث أصبح بطل الوزن الخفيف. دافع عن حزام دوري المقاتلين المحترفين الخاص به خمس مرات قبل التخلي عنه من أجل الانضمام إلى يو إف سي في عام 2017.

## المسيرة في المصارعة

### الثانوية
بدأ غيثي المصارعة في سن الرابعة. التحق بمدرسة سافورد الثانوية، حيث وصل إلى النهائيات أربع مرات وبطل الولاية مرتين (جمعية أريزونا بين المدارس).  لعب غيثي أيضًا كرة القدم الأمريكية والبيسبول في المدرسة الثانوية.

## المسيرة في فنون القتال المختلطة

### يو إف سي

#### حزام يو إف سي المؤقت للوزن الخفيف والمزيد من المنافسات على اللقب
في 6 أبريل، أُعلن أن غيثي  سيتدخل في غضون مهلة قصيرة لمواجهة توني فيرغسون على بطولة يو إف سي للوزن الخفيف خفيفة المؤقت في 18 أبريل، في يو إف سي 249. ومع ذلك، في 9 أبريل، أعلن رئيس يو إف سي دانا وايت أن هذا الحدث قد تم تأجيله، وبدلاً من ذلك جرت المباراة في 9 مايو 2020. سيطر غيثي على النزال، وأوقف فيرغسون عبر ضربة فنية قاضية في الجولة الخامسة، وبذلك أنهى سجل فيرغسون بـ12 فوزًا على التوالي. كما واصل سلسلة مكافآته، وحصل على جوائز نزال الليلة وأداء الليلة. جعل هذا غيثي المقاتل الوحيد في تاريخ يو إف سي الذي يفوز على الأقل بمكافأة ليلة قتال واحدة في كلٍ من نزالاته السبع الأولى.
خاض غيثي نزال توحيد بطولة يو إف سي للوزن الخفيف ضد حبيب نورمحمدوف في 24 أكتوبر 2020، في يو إف سي 254. خسر النزال من خلال الإخضاع الفني في الجولة الثانية، مسجلاً خسارته بالإخضاع الأولى في فنون القتال المختلطة. على الرغم من أنه استسلم، لم يوقف الحكم جيسون هيرزوغ النزال قبل أن يفقد غيثي وعيه بسبب الاختناق.
واجه غيثي بطل بيلاتور للوزن الخفيف السابق مايكل تشاندلر في يو إف سي 268 في 6 نوفمبر 2021. بعد قتال ذهابًا وإيابًا، فاز غيثي بالنزال بقرار بالإجماع على الرغم من إسقاط تشاندلر وكان قريب من إنهاؤه في الجولة الثانية. حصل هذه النزال على جائزة نزال الليلة. تم اختيار النزال كالنزال الفائز بجائزة نزال العام من قبل العديد من وسائل الإعلام المختلطة لفنون الدفاع عن النفس ويو إف سي نفسها.
واجه غيثي تشارلز أوليفيرا في 7 مايو 2022، في يو إف سي 274 على لقب بطولة يو إف سي للوزن الخفيف الشاغرة. بسبب أخفاق أوليفيرا في الوزن وتجريده من اللقب، كان غيثي فقط مؤهلًا للفوز باللقب. على الرغم من إسقاطه لأوليفيرا مرتين، خسر غيثي القتال عن طريق الخنق الخلفي العاري في الجولة الأولى.
واجه غيثي رافائيل فيزيف في 18 مارس 2023 في يو إف سي 286. فاز في القتال ذهابًا وإيابًا من خلال قرار الأغلبية. أكسبته هذه المعركة جائزة نزال الليلة الإضافية.
واجه غيثي داستن بورييه في مباراة العودة لمباراة 2018، على حزام «الأشرس» في 29 يوليو 2023 في يو إف سي 291. وفاز بالقتال بالضربة القاضية في الجولة الثانية. أكسب الفوز غيثي جائزة أداء الليلة الخامسة له.
واجه غيثي ماكس هولواي في 13 أبريل 2024 في حدث يو إف سي 300. خسر لقب بطولة «الأشرس» بالضربة القاضية في الثانية الأخيرة من الجولة الخامسة. بسبب زيادة  يو إف سي لمبلغ مكافآت ما بعد القتال من 50،000 دولار إلى 300،000 دولار لهذا الحدث، أكسبه هذه النزال مكافأة قتال الليلة بقيمة 300،000 دولار.
كان من المقرر أن يواجه غيثي دان هوكر في 8 مارس 2025 في حدث يو إف سي 313. ومع ذلك، اضطر هوكر إلى الانسحاب من النزال بسبب إصابة في اليد وتم استبداله برافائيل فيزيف في نزال العودة. هزم غيثي فيزيف بقرار القضاة بالإجماع. أكسبه هذا النزال مكافأة قتال الليلة مرة أخرى.

## الحياة الشخصية
يمتلك غيثي قناته الخاصة على يوتيوب.

## سجل فنون القتال المختلطة
| السجل المهني |        |         |
| 31 نزال      | 26 فوز | 5 خسارة |
| ضربة قاضية   | 20     | 3       |
| إخضاع        | 1      | 2       |
| قرار القضاة  | 5      | 0       |

| النتيجة | السجل | الخصم             | الطريقة                                | الحدث                                     | التاريخ        | الجولة | الوقت | المكان                                    | الملاحظات |
| ------- | ----- | ----------------- | -------------------------------------- | ----------------------------------------- | -------------- | ------ | ----- | ----------------------------------------- | --- |
| فاز     | 26–5  | رافائيل فيزيف     | قرار القضاة (بالإجماع)                 | يو إف سي 313                              | 8 مارس 2025    | 3      | 5:00  | لاس فيغاس، نيفادا، الولايات المتحدة       | قتال الليلة.                                                                                                  |
| خسر     | 25–5  | ماكس هولواي       | ضربة قاضية (بلكمة)                     | يو إف سي 300                              | 13 أبريل 2024  | 5      | 4:59  | لاس فيغاس، نيفادا، الولايات المتحدة       | خسر لقب الأشرس الرمزي. قتال الليلة.                                                                           |
| فاز     | 25–4  | داستن بورييه      | ضربة قاضية (ركلة للرأس)                | يو إف سي 291                              | 29 يوليو 2023  | 2      | 1:00  | سولت لايك سيتي، يوتا، الولايات المتحدة    | فاز بلقب الأشرس الرمزي. أداء الليلة.                                                                          |
| فاز     | 24–4  | رافائيل فيزيف     | قرار الحكام (بالأغلبية)                | يو إف سي 286                              | 18 مارس 2023   | 3      | 5:00  | لندن، إنجلترا                             | نزال الليلة.                                                                                                  |
| خسر     | 23–4  | تشارلز أوليفيرا   | إخضاع (خنق خلفي عاري)                  | يو إف سي 274                              | 7 مايو 2022    | 1      | 3:22  | فينيكس، أريزونا، الولايات المتحدة         | أخفق أوليفيرا بالوزن (155.5 رطلاً) وتم تجريده من بطولة يو إف سي للوزن الخفيف. فقط غيثي كان مؤهلا للفوز باللقب. |
| فاز     | 23–3  | مايكل تشاندلر     | قرار الحكام (بالإجماع)                 | يو إف سي 268                              | 6 نوفمبر 2021  | 3      | 5:00  | مدينة نيويورك، نيويورك، الولايات المتحدة  | نزال الليلة. نزال العام (2021).                                                                               |
| خسر     | 22–3  | حبيب نورمحمدوف    | إخضاع فني (خنق المثلث)                 | يو إف سي 254                              | 24 أكتوبر 2020 | 2      | 1:34  | أبو ظبي، الإمارات العربية المتحدة         | على لقب بطولة يو إف سي للوزن الخفيف.                                                                          |
| فاز     | 22–2  | توني فيرغسون      | ضربة فنية قاضية (لكمة)                 | يو إف سي 249                              | 9 مايو 2020    | 5      | 3:39  | جاكسونفيل، فلوريدا، الولايات المتحدة      | فاز بلقب بطولة يو إف سي للوزن الخفيف المؤقت. أداء الليلة. قتال الليلة.                                        |
| فاز     | 21–2  | دونالد سيروني     | ضربة فنية قاضية (باللكمات)             | يو إف سي ليلة القتال: كاوبوي ضد غيثي      | 14 سبتمبر 2019 | 1      | 4:18  | فانكوفر، كولومبيا البريطانية، كندا        | أداء الليلة.                                                                                                  |
| فاز     | 20–2  | إدسون باربوزا     | ضربة قاضية (لكمة)                      | يو إف سي على إي إس بي إن: باربوزا ضد غيثي | 30 مارس 2019   | 1      | 2:30  | فيلادلفيا، بنسلفانيا، الولايات المتحدة    | نزال الليلة.                                                                                                  |
| فاز     | 19–2  | جيمس فيك          | ضربة قاضية (باللكمات)                  | يو إف سي ليلة القتال: غيثي ضد فيك         | 25 أغسطس 2018  | 1      | 1:27  | لنكن، نبراسكا، الولايات المتحدة           | أداء الليلة.                                                                                                  |
| خسر     | 18–2  | داستن بورييه      | ضربة فنية قاضية (باللكمات)             | يو إف سي على فوكس: بورييه ضد غيثي         | 14 أبريل 2018  | 4      | 0:33  | غلانديل، أريزونا، الولايات المتحدة        | نزال الليلة. تم خصم نقطة واحدة في الجولة 3 من غيثي بسبب لكزة العين.                                           |
| خسر     | 18–1  | إيدي ألفاريز      | ضربة قاضية (بالركبة)                   | يو إف سي 218                              | 2 ديسمبر 2017  | 3      | 3:59  | ديترويت، ميشيغان، الولايات المتحدة        | نزال الليلة.                                                                                                  |
| فاز     | 18–0  | مايكل جونسون      | ضربة فنية قاضية (باللكمات والركبتين)   | المقاتل النهائي: نهائي ريدمبشن            | 7 يوليو 2017   | 2      | 4:48  | لاس فيغاس، نيفادا، الولايات المتحدة       | أداء الليلة. نزال الليلة. نزال العام (2017).                                                                  |
| فاز     | 17–0  | لويز فيرمينو      | ضربة فنية قاضية (إيقاف الطبيب)         | دوري المقاتلين المحترفين 34               | 31 ديسمبر 2016 | 3      | 5:00  | مدينة نيويورك، نيويورك، الولايات المتحدة  | دافع عن بطولة دوري المقاتلين المحترفين للوزن الخفيف.                                                          |
| فاز     | 16–0  | برايان فوستر      | ضربة فنية قاضية (ركلات الساق)          | دوري المقاتلين المحترفين 29               | 12 مارس 2016   | 1      | 1:43  | غريلي، كولورادو، الولايات المتحدة         | دافع عن بطولة دوري المقاتلين المحترفين للوزن الخفيف.                                                          |
| فاز     | 15–0  | لويس بالومينو     | ضربة فنية قاضية (باللكمات)             | دوري المقاتلين المحترفين 23               | 18 سبتمبر 2015 | 2      | 4:30  | فينيكس، أريزونا، الولايات المتحدة         | دافع عن بطولة دوري المقاتلين المحترفين للوزن الخفيف.                                                          |
| فاز     | 14–0  | لويس بالومينو     | ضربة فنية قاضية (ركلات الساق واللكمات) | دوري المقاتلين المحترفين 19               | 28 مارس 2015   | 3      | 3:57  | فينيكس، أريزونا، الولايات المتحدة         | دافع عن بطولة دوري المقاتلين المحترفين للوزن الخفيف.                                                          |
| فاز     | 13–0  | ملفين جيلارد      | قرار الحكام (بالانقسام)                | دوري المقاتلين المحترفين 15               | 15 نوفمبر 2014 | 3      | 5:00  | تامبا، فلوريدا، الولايات المتحدة          | نزال ليس على اللقب. أخفق جيلارد بالوزن (158.8 رطلاً).                                                          |
| فاز     | 12–0  | نيك نيويل         | ضربة فنية قاضية (باللكمات)             | دوري المقاتلين المحترفين 11               | 5 يوليو 2014   | 2      | 3:09  | دايتونا بيتش، فلوريدا، الولايات المتحدة   | دافع عن بطولة دوري المقاتلين المحترفين للوزن الخفيف.                                                          |
| فاز     | 11–0  | ريتشارد باتيشنوك  | ضربة فنية قاضية (باللكمات والمرفقين)   | دوري المقاتلين المحترفين 8                | 18 يناير 2014  | 1      | 1:09  | هوليوود، فلوريدا، الولايات المتحدة        | فاز ببطولة دوري المقاتلين المحترفين للوزن الخفيف الافتتاحية.                                                  |
| فاز     | 10–0  | دان لوزون         | ضربة قاضية (باللكمات)                  | دوري المقاتلين المحترفين 6                | 28 أكتوبر 2013 | 2      | 1:40  | كورال غيبلز، فلوريدا، الولايات المتحدة    | |
| فاز     | 9–0   | بريان كوب         | ضربة فنية قاضية (ركلات الساق)          | دوري المقاتلين المحترفين 2                | 14 يونيو 2013  | 3      | 2:19  | لاس فيغاس، نيفادا، الولايات المتحدة       | |
| فاز     | 8–0   | جيسياس كافالكانتي | ضربة فنية قاضية (إيقاف الطبيب)         | دوري المقاتلين المحترفين 2                | 23 مارس 2013   | 1      | 2:27  | أتلانتيك سيتي، نيوجيرسي، الولايات المتحدة | |
| فاز     | 7–0   | أدريان فالديز     | ضربة فنية قاضية (باللكمات)             | غضب في القفص 164                          | 16 نوفمبر 2012 | 2      | 0:19  | تشاندلر، أريزونا، الولايات المتحدة        | |
| فاز     | 6–0   | درو فيكيت         | ضربة قاضية (لكمة)                      | غضب في القفص 163                          | 20 أكتوبر 2012 | 1      | 0:12  | تشاندلر، أريزونا، الولايات المتحدة        | نزال في الوزن الغير مُقيّد (165 رطلاً).                                                                          |
| فاز     | 5–0   | سام يونغ          | إخضاع (خنق خلفي عاري)                  | غضب في القفص 162                          | 29 سبتمبر 2012 | 2      | 1:58  | تشاندلر، أريزونا، الولايات المتحدة        | |
| فاز     | 4–0   | ماركوس إدواردز    | قرار الحكام (بالإجماع)                 | أر أو إف 43: الدم الفاسد                  | 2 يونيو 2012   | 3      | 5:00  | بورمفيلد، كولورادو، الولايات المتحدة      | |
| فاز     | 3–0   | دوني بيل          | ضربة فنية قاضية (باللكمات)             | أر أو إف 42: من التالي                    | 17 ديسمبر 2011 | 2      | 2:57  | بورمفيلد، كولورادو، الولايات المتحدة      | |
| فاز     | 2–0   | جو كيلسو          | ضربة فنية قاضية (باللكمات)             | بي تي تي إم إم أيه 2: جنسيس               | 1 أكتوبر 2011  | 1      | 4:32  | بويبلو، كولورادو، الولايات المتحدة        | الظهور الأول في الوزن الخفيف.                                                                                 |
| فاز     | 1–0   | كيفن كروم         | ضربة قاضية (ضربة عنيفة)                | أر أو إف 41: حقوق التفاخر                 | 20 أغسطس 2011  | 1      | 1:01  | بورمفيلد، كولورادو، الولايات المتحدة      | نزال في الوزن الغير مُقيّد (159 رطلاً).                                                                          |

## نزالات الدفع مقابل المشاهدة
| #  | الحدث        | النزال           | التاريخ        | المكان                                     | المدينة                                      | المبلغ  |
| -- | ------------ | ---------------- | -------------- | ------------------------------------------ | -------------------------------------------- | ------- |
| 1. | يو إف سي 249 | فيرغسون ضد غيثي  | 9 مايو 2020    | الساحة التذكارية للمحاربين القدامى في ستار | جاكسونفيل، فلوريدا، الولايات المتحدة         | 700،000 |
| 2. | يو إف سي 254 | حبيب ضد غيثي     | 24 أكتوبر 2020 | منتدى فلاش                                 | جزيرة ياس، أبو ظبي، الإمارات العربية المتحدة | 675،000 |
| 3. | يو إف سي 274 | أوليفيرا ضد غيثي | 7 مايو 2022    | مركز البصمة                                | فينيكس، أريزونا، الولايات المتحدة            | 400،000 |
| 4. | يو إف سي 291 | بورييه ضد غيثي 2 | 29 يوليو 2023  | دلتا سنتر                                  | سولت لايك سيتي، يوتا، الولايات المتحدة       | لم يُكشف |

## وصلات خارجية
- جاستن غيثي على موقع يو إف سي (الإنجليزية)
- جاستن غيثي على موقع شيردوغ (الإنجليزية)
- جاستن غيثي على موقع Tapology.com (الإنجليزية)
- جاستن غيثي على موقع IMDb (الإنجليزية)
- جاستن غيثي على موقع قاعدة بيانات الفيلم (الإنجليزية)